# Georg Volkert
Georg Volkert (28. října 1945 Ansbach – 16. srpna 2020 Erlangen) byl německý fotbalista, útočník.

## Fotbalová kariéra
V německé bundeslize hrál za 1. FC Norimberk, Hamburger SV a VfB Stuttgart. Nastoupil ve 410 bundesligových ligových utkáních a dal 125 gólů. Ve švýcarské lize hrál za FC Zürich, nastoupil v 52 ligových utkáních a dal 15 gólů. S týmem Hamburger SV vyhrál v sezóně 1976/77 Pohár vítězů pohárů. V roce 1968 vyhrál s 1. FC Norimberk německou bundesligu, s Hamburger SV v roce 1976 německý pohár a s FC Zürich v roce 1970 švýcarský pohár. V Poháru mistrů evropských zemí nastoupil ve 2 utkáních a dal 1 gól, v Poháru vítězů pohárů nastoupil ve 14 utkáních a dal 9 gólů a v Poháru UEFA nastoupil ve 36 utkáních a dal 13 gólů. Za reprezentaci Německa nastoupil v letech 1968–1977 ve 12 utkáních a dal 2 góly.

## Ligová bilance
| Ročník                               | Zápasy | Góly | Klub            |
| ------------------------------------ | ------ | ---- | --------------- |
| Německá fotbalová Bundesliga 1965/66 | 13     | 2    | 1. FC Norimberk |
| Německá fotbalová Bundesliga 1966/67 | 31     | 9    | 1. FC Norimberk |
| Německá fotbalová Bundesliga 1967/68 | 33     | 9    | 1. FC Norimberk |
| Německá fotbalová Bundesliga 1968/69 | 28     | 7    | 1. FC Norimberk |
| 1. švýcarská liga 1969/70            | 26     | 9    | FC Zürich       |
| 1. švýcarská liga 1970/71            | 26     | 6    | FC Zürich       |
| Německá fotbalová Bundesliga 1971/72 | 31     | 4    | Hamburger SV    |
| Německá fotbalová Bundesliga 1972/73 | 31     | 10   | Hamburger SV    |
| Německá fotbalová Bundesliga 1973/74 | 31     | 8    | Hamburger SV    |
| Německá fotbalová Bundesliga 1974/75 | 34     | 7    | Hamburger SV    |
| Německá fotbalová Bundesliga 1975/76 | 30     | 7    | Hamburger SV    |
| Německá fotbalová Bundesliga 1976/77 | 29     | 13   | Hamburger SV    |
| Německá fotbalová Bundesliga 1977/78 | 28     | 13   | Hamburger SV    |
| Německá fotbalová Bundesliga 1978/79 | 33     | 14   | VfB Stuttgart   |
| Německá fotbalová Bundesliga 1979/80 | 27     | 12   | VfB Stuttgart   |
| Německá fotbalová Bundesliga 1980/81 | 31     | 10   | 1. FC Norimberk |
| CELKEM 1. liga                       | 462    | 140  |                 |